# 越南共和國駐歐洲經濟共同體使團
越南共和國駐歐洲經濟共同體使團，通稱南越駐歐洲經濟共同體使團、南越駐歐洲共同體使團、南越駐歐共體使團，是前越南共和國（南越）外交部在比利時布魯塞爾設立的駐歐洲經濟共同體外交代表機構，1975年4月30日西貢淪陷後於同年5月1日停止運作。

## 歷史
越南共和國駐歐洲經濟共同體使團於1974年成立，直到1975年5月1日停止運作為止。

## 歷任大使

### 越南共和國駐歐洲經濟共同體使團團長（1974年－1975年）
1974年，越南共和國政府與歐洲經濟共同體建交，開始任命駐比利時大使兼任駐歐洲經濟共同體使團團長。
| 姓名（中文） | 姓名（越南文） | 任命      | 到任      | 遞交國書      | 遞交國書      | 離任         | 外交銜級 | 外交職務 | 備註                 | 備註 |
| 姓名（中文） | 姓名（越南文） | 任命      | 到任      | 理事會主席    | 委員會主席    | 離任         | 外交銜級 | 外交職務 | 備註                 | 備註 |
| ------------ | -------------- | --------- | --------- | ------------- | ------------- | ------------ | -------- | -------- | -------------------- | ---- |
| 阮富德       |                | 1974年3月 | 1974年7月 | 1974年7月23日 | 1974年7月23日 | 1975年5月1日 | 大使     | 使團團長 | 南越駐比利時大使兼任 |      |